# Новоалександровский (Калужская область)
Новоалександровский — хутор в Спас-Деменском районе Калужской области России. Административный центр сельского поселения «Хутор Новоалександровский».

## Географическое положение
Располагается в 9 км к югу от Спас-Деменска, 170 км к западу от Калуги, 360 км к западу от Москвы, на берегу реки Болва.

Хутор расположен на автотрассе Москва — Рославль («Варшавское шоссе»).
 Возле хутора располагаются следующие населённые пункты: деревня Старое Лесково, деревня Лубинка, деревня Утриково.

### Климат
Климат региона умеренно континентальный. Характеризуется теплым летом, умеренно холодной с устойчивым снежным покровом зимой и хорошо выраженными, но менее длительными переходными периодами – весной и осенью. В конце лета – начале осени преобладает западный тип атмосферной циркуляции, сопровождающийся активной циклонической деятельностью, значительными осадками, положительными аномалиями температуры воздуха зимой и отрицательными летом. С октября по май в результате воздействия сибирского максимума западная циркуляция нередко сменяется восточной, что сопровождается большими отрицательными аномалиями температуры воздуха зимой и положительными летом.
Температура воздуха в среднем за год положительная  +4,0…+4,6°С. В годовом ходе с ноября по март отмечается отрицательная средняя месячная температура, с апреля по октябрь — положительная. Самый холодный месяц года - январь, со средней температурой воздуха -8,9°C. Самый теплый месяц года – июль, со средней температурой воздуха +18,3°С. Весной и осенью характерны заморозки. Продолжительность безморозного периода колеблется в пределах от 99 до 183 суток, в среднем  — 149 суток. В зависимости от характера зим, их снежности и температурного режима изменяется глубина промерзания почвы, которая колеблется в отдельные зимы от 25 до 100 см, в среднем составляя 64 см.

## История
Новоалександровский был образован как имение потомка Михаила Петровича Нарышкина, а именно его сыном, капитаном  Александром Михайловичем Нарышкиным в 1830-1840-х годах. Именно по его имени поселение получило свое название. В XIX веке здесь еще была пустошь, земли на которой приобрел Александр Михайлович, построил усадебный дом, постройки, разбил парк, запрудил реку Болву. В 1859 году открыл одну и первых в Калужской губернии школу под своим попечительством.
На момент 1859 года, согласно данным переписи населения хутор имел 5 дворов, 99 жителей, колодец, приходское училище, почтовое отделение и станцию

### Дом
Дом усадьбы был деревянный, трехэтажный, в стиле русского классицизма. Каждое бревно было обернуто сукном, произведенным на суконной фабрике, что располагалась неподалеку. Шерсть для производства сукна поставлял сам Нарышкин, от овец, что содержались в имении -«шленских». Дом облицовывали белыми плитами из известняка, пустотелые колонны штукатурили, добавляя в раствор мраморную крошку для создания вида натурального мрамора. Эти колонны украшали портик основного входа в дом. С другой стороны дома был оборудован пандус с большой площадкой для разворота карет и возможностью подъехать прямо ко входу. На первом этаже дома располагался огромный вестибюль для встречи гостей и проведения балов, музыкальных вечеров, театральных представлений, также столовая и гостиная. Здесь же находились два камина, украшенные изразцами. Кухня находилась в соседнем одноэтажном каменном здании, во  избежании запахов от пищи. На втором этаже дома находились кабинет, спальни и детские. Третий этаж представлял собой застекленную комнату в виде купольного барабана. Из него открывался прекрасный вид на всю усадьбу. От главных выходов вели парковые дорожки, с южной стороны располагалась дубовая аллея, с северной была дорожка к реке Болве. На реке стояли мельница и плотина, а также 2 деревянных  моста. Неподалеку от основного дома стояли флигель, конюшня, сараи и хозяйственные постройки.

### Сад
С помощью приглашенных садовников, в 1830-х годах, Нарышкин обустроил циркулярный парк, с красивыми аллеями, посадив не только дубы, березы, липы, сибирские сосны, но и стал разводить плодовые деревья, в основном яблони. Выкопал пруд. также имелась пасека и  цветочная и аптекарская оранжереи, где делали лекарства. 

### Храм
В 1846 году Александр Михайлович скончался и имением стала управлять его вторая жена - Анастасия Яковлевна (в девичестве Казаринова). Именно под ее руководством был воздвигнут каменный храм во имя благоверного князя Александра Невского. В 1861 году в нем уже проходили богослужения. В 1934 году храм был закрыт и как и многие превращен в зернохранилище. Во время Великой Отечественной войны он был разрушен.
В 1918 году в усадьбе был открыт музей, который ликвидировали в 1922 году. Парк использовали киностудии для съемок фильмов, в 1930-1940-х годах здесь располагался зоотехнический комбинат союзного значения, по обучению пчеловодству, животноводству, полеводству.
Во время Великой Отечественной войны в имении располагался запасной командный пункт управления войсками Резервного фронта. После оккупации 1942 года находился немецкий госпиталь, именно в это время произошел пожар, уничтоживший основной дом.

## Население
2010 год — 333 жителей.
2013 год — 393 жителей.

## Инфраструктура
На территории хутора расположены: «Новоалександровская средняя общеобразовательная школа» на 200 мест, сельский клуб на 200 мест, фельдшерско-акушерский пункт (ФАП) и библиотека.
 Хутор Новоалександровский газифицирован.

## Объекты культурного наследия
На территории хутора расположены сохранившиеся постройки ΧΙΧ века — Ансамбль постоялого двора (главное здание, восточное служебное здание, середина XIX в.); Усадьба Нарышкиных (церковь Александровская, флигель, здание конюшни, парк, вторая треть XIX в., 1861 г., 1830-1840 годы).